# Tu non hai capito niente
Tu non hai capito niente è una canzone scritta dal cantautore Luigi Tenco, pubblicata nell'LP Luigi Tenco del 1965 . Fu inoltre ripubblicato sull'album postumo Tenco nel 2002.

## Testo e significato
di come sono io 

E di come ti amerei di più, 

Se una volta fossi tu a cercarmi.»
In questo brano il protagonista rivela un ragionamento d’amore, i suoi desideri nascosti, non si limita alla sublimazione del desiderio ma riguarda lo sviluppo della storia, le sue trame, le attese, i fini. E azzarda un'inversione dei ruoli di genere all'epoca ancora centrali. L'autore si soffermerà ancora su queste tematiche, l'anno successivo aveva pubblicato Se sapessi come fai in cui tratta sulle tattiche amorose e dei desideri nascosti fra i quali di provare a invertire le parti.
Ma forse capirai 

Quando un giorno mi sarò stancato 

Di te che aspetti sempre

E quel giorno

Ti farò aspettare

Inutilmente»
(Luigi Tenco)

## Altre versioni
- 1966, Ornella Vanoni nell'album Ornella
- 1996, Ada Montellanico Quartetto ed Enrico Pieranunzi,  nell'album tributo L'altro Tenco
- 2001, Renato Sellani nell'album Per Luigi Tenco
- 2011, Francesco Baccini nell'album Baccini canta Tenco
- 2016, Franco Simone in Carissimo Luigi